# Paolo Ravaioli
Paolo Ravaioli (Premosello-Chiovenda, 9 maggio 1947) è un politico italiano, presidente dal 2004 al 2009 della Provincia del Verbano-Cusio-Ossola.

## Biografia
Geometra, è stato assessore al comune di Villadossola (VB), assessore della Comunità montana "Valle Ossola", membro del comitato di gestione dell'USSL 56 (poi confluita nell'ASL 14), vicepresidente della Provincia (nel 1997), presidente reggente alla scomparsa di Giuseppe Ravasio. Alle nuove elezioni (1999) è eletto consigliere di minoranza. Aderisce al Partito Democratico dopo una lunga militanza nel PCI prima e nel PDS e nei DS poi.
È stato eletto Presidente della Provincia nel turno elettorale del 2004 (ballottaggio del 26 e 27 giugno), raccogliendo il 51,3% dei voti in rappresentanza di una coalizione di centrosinistra (DS, Margherita, confluiti poi nel gruppo unico del Partito Democratico, PRC, Verdi.
Si ricandida alle elezioni del 2009 ma, con il 25,6%, viene superato dal candidato di centro-destra.